# Rosenkranzpark Katzelsdorf

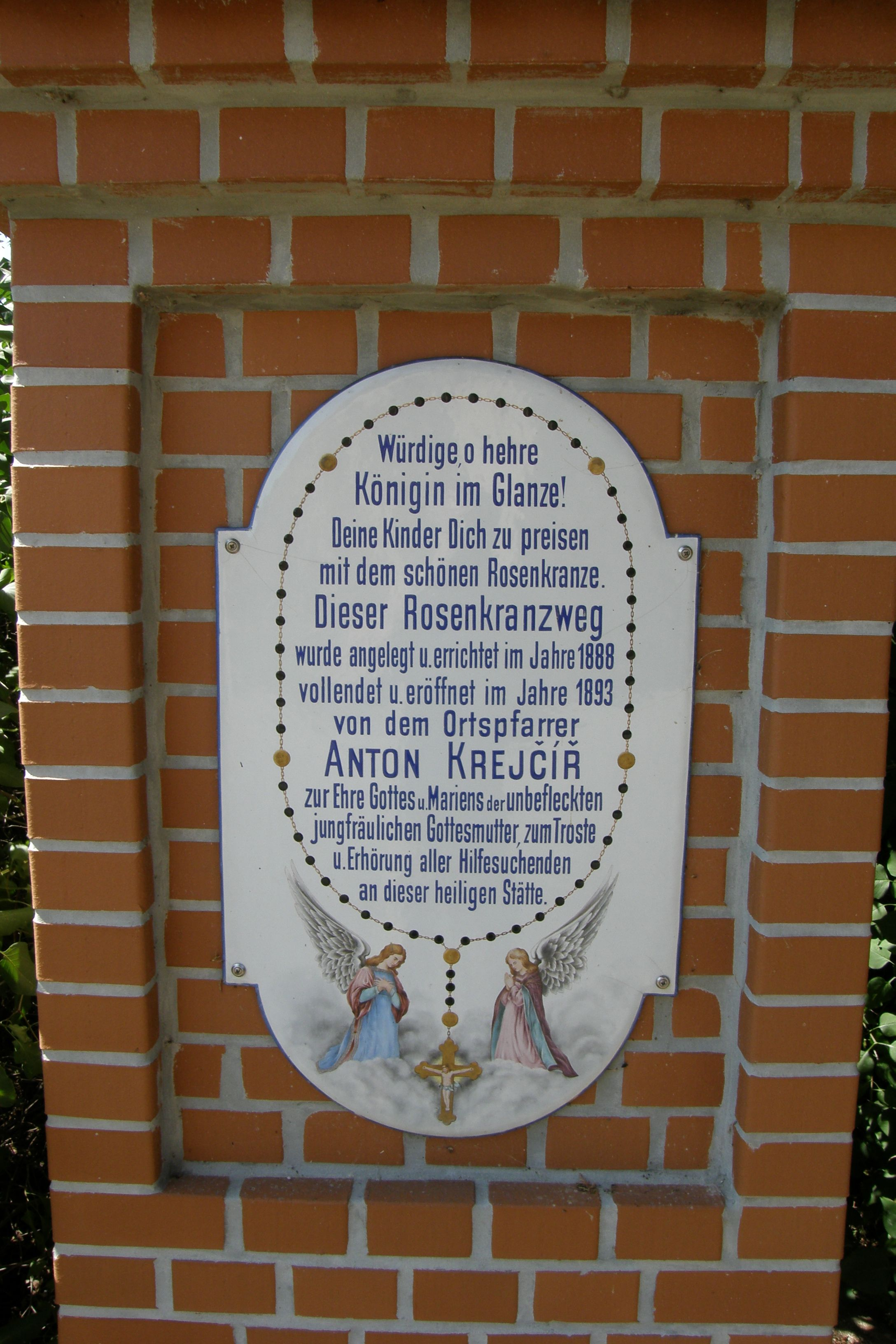
Gedenktafel am Eingang

Der Rosenkranzweg Katzelsdorf ist Teil einer Parkanlage nördlich der Pfarrkirche Katzelsdorf bei Bernhardsthal in Katzelsdorf in der Marktgemeinde Bernhardsthal im Bezirk Mistelbach in Niederösterreich. Die Parkanlage steht unter  Denkmalschutz (Listeneintrag).

## Geschichte
Der Rosenkranzweg wurde 1888 nach Plänen des Architekten Karl Weinbrenner angelegt.

## Beschreibung
Der Rosenkranzpark ist ein etwa 70 m langer Weg, der am nördlichen Ausgang der Kirche anschließt.
Er besteht aus 16 Bildstöcken mit massiven Steinsockeln und mit zierlichen Dächern aus grün glasierten Ziegeln. Die Bildstöcke enthalten farbige Bilder zusammen mit Unterschriften in Frakturschrift der Stationen des Rosenkranzes, die früher in die Nischen der alten Kirchenmauer eingelassen waren.
Am Eingang zum Park steht eine Gedenktafel mit den Worten:
Würdige, o hehre Königin im Glanze!
Deine Kinder Dich zu preisen mit dem schönen Rosenkranze.
Dieser Rosenkranzweg wurde angelegt u. errichtet im Jahre 1888
vollendet u. eröffnet im Jahre 1893
von dem Ortspfarrer Anton Krejčíř
zur Ehre Gottes u. Mariens der unbefleckten jungfräulichen Gottesmutter,
zum Troste u. Erhörung aller Hilfesuchenden an dieser heiligen Stätte.

## Die 16 Stationen
| Station | Inschrift                                              | Bild |
| ------- | ------------------------------------------------------ | ---- |
| 1       | Betet den Rosenkranz!                                  |      |
| 2       | Den du, o Jungfrau, vom Heiligen Geist empfangen hast. |      |
| 3       | Den du, o Jungfrau, zu Elisabeth getragen hast.        |      |
| 4       | Den du, o Jungfrau, zu Bethlehem geboren hast.         |      |
| 5       | Den du, o Jungfrau, im Tempel aufgeopfert hast.        |      |
| 6       | Den du, o Jungfrau, im Tempel wiedergefunden hast.     |      |
| 7       | Der für uns Blut geschwitzt hat.                       |      |
| 8       | Der für uns gegeißelt worden ist.                      |      |
| 9       | Der für uns mit Dornen gekrönt worden ist.             |      |
| 10      | Der für uns das schwere Kreuz getragen hat.            |      |
| 11      | Der für uns gekreuzigt worden ist.                     |      |
| 12      | Der von den Toten auferstanden ist.                    |      |
| 13      | Der in den Himmel aufgefahren ist.                     |      |
| 14      | Der uns den Heiligen Geist gesandt hat.                |      |
| 15      | Der dich, o Jungfrau, in den Himmel aufgenommen hat.   |      |
| 16      | Der dich, o Jungfrau, im Himmel gekrönt hat.           |      |